# Havoise de Bretagne
Havoise de Bretagne (v. 1027 - 1072) était la fille et héritière du duc Alain III de Bretagne et la sœur du duc Conan II de Bretagne.

## Biographie
Havoise était le deuxième enfant et la seule fille du duc Alain III de Bretagne et de son épouse Berthe de Blois. Son père mourut le 1er octobre 1040 tandis qu'il assiégeait un château rebelle dans les environs de Vimoutiers, en Normandie, peut-être empoisonné par les Normands eux-mêmes car Alain III était l'un des tuteurs depuis 1035 du jeune héritier du duché de Normandie, Guillaume le Conquérant.
Son fils Conan II lui succéda sous la tutelle de leur mère, Berthe de Blois, et la régence de leur oncle, le comte Éon Ier de Penthièvre. A la majorité de son fils, la duchesse Berthe se remaria avec le comte Hugues IV du Maine, fils aîné et unique héritier du comte Herbert Ier. Ce deuxième mariage avait été favorisé, comme le rapporte l'Actus Pontificum Cenomannis par l'évêque du Mans, Gervais de Château-du-Loir, afin de renforcer les liens entre les comtés du Maine et de Blois.
Havoise épousa le comte Hoël V de Cornouaille peu avant 1058 et lui apporta le titre de duc de Bretagne à la mort sans héritier légitime de son frère aîné Conan II, empoisonné le 11 décembre 1066 à son entrée dans le comté d'Anjou : la Maison de Rennes céda ainsi la place à la Maison de Cornouaille à la tête du duché. Seul le comté de Rennes échappa à son autorité, ayant été saisi par un usurpateur, le comte Geoffroy Grenonat, un fils illégitime d’Alain III et donc demi-frère d'Havoise.
L'historiographie dispose de peu d'informations sur la vie d'Havoise si ce n'est que son époux, Hoël, exerça son autorité jure uxoris et continua à gouverner après la mort de sa femme, survenue en 1072, au nom de leur fils Alain IV. Leur deuxième fils, Matthias, hérita du comté de Nantes. À la mort de sa femme et malgré des débuts de règne paisibles, Hoël dut faire face entre 1075 et 1077 à une révolte des féodaux bretons menés par Geoffroy Boterel, fils d’Éon Ier de Penthièvre, Geoffroy Grenonat, Eudon Ier de Porhoët, des seigneurs de Haute-Bretagne mais aussi de son fief patrimonial de Cornouailles. Il mourut le 13 avril 1084.
De leur union naquirent sept enfants :
1. Alain Fergent, duc de Bretagne ;
2. Mathias II, comte de Nantes ;
3. Eudon ;
4. Adèle II, abbesse de l’abbaye Saint-Georges de Rennes de 1085 à sa mort le 14 octobre 1152 ;
5. Havoise, connue par un acte du cartulaire de l’abbaye Saint-Georges de Rennes de 1085 ;
6. Hildeberge, qui épousa Geoffroy de Mayenne ;
7. Benoît.